# Под прицелом (фильм, 2016)
«Под прицелом» (англ. End of a Gun; альтернативное русское название — «Конец ствола») — американский боевик режиссёра Киони Ваксмана. Премьера состоялась 23 сентября 2016 года. Фильм вышел сразу на DVD.

## Сюжет
Сотрудник УБН Декер уволен за убийство и теперь ему грозит уголовное преследование. Поэтому вместе со своей женщиной Лизой он похищает конфискованные полицией два миллиона долларов. Однако эти деньги принадлежат наркобарону, который начинает охоту за ними.

## В ролях
| Актёр              | Роль           |
| ------------------ | -------------- |
| Стивен Сигал       | Майкл Декер    |
| Джейд Юэн          | Лиза Дюран     |
| Флорин Пьерсик мл. | Гейдж          |
| Джейк Гродник      | Тревор         |
| Джонатан Розенталь | Люк            |
| Овидиу Никулеску   | Жан            |
| Клаудиу Блеонц     | Шовен          |
| Раду Мику          | менеджер отеля |